# Anna Politkóvskaia
Anna Stepànovna Politkóvskaia, rus: Анна Степановна Политковская, (Nova York, 30 d'agost de 1958 - Moscou, 7 d'octubre de 2006) fou una periodista russa coneguda per la seva oposició al conflicte txetxè i a l'administració de Vladímir Putin. Morí assassinada en el seu bloc de pisos.

## Biografia

### Joventut
Politkóvskaia va néixer com a Anna Mazepa a Nova York, on els seus pares, de la Ucraïna soviètica, eren diplomàtics a les Nacions Unides. Estudià periodisme a la Universitat de l'Estat de Moscou, obtingué el títol de graduada l'any 1980, i començà la seva carrera al diari Izvèstia.

### Carrera
Des del juny de 1999 fins al 2006, publicà una columna de notícies a la revista Nóvaia Gazeta. Publicà també diversos llibres guardonats sobre Txetxènia i el règim del president Vladímir Putin, el darrer dels quals fou La Rússia de Putin. Rebé, en diversos ocasions, amenaces de mort com a resultat de la seva feina. L'any 2001, Politkóvskaia se'n va anar a Viena, a causa de les amenaces rebudes per correu electrònic que li anunciaven que el policia d'OMON que ella havia acusat de cometre atrocitats contra civils, cercava revenja. L'oficial Serguei Lapin fou arrestat i acusat l'any 2002, tot i que el seu cas no es tancà fins a un any més tard. L'any 2005, Lapin fou sentenciat i empresonat per haver torturat i «fet desaparèixer» un pres txetxè, un cas denunciat per Anna Politkóvskaia en l'article «La gent que desapareix».
Politkóvskaia s'involucrà en diverses ocasions, en la negociació de l'alliberament d'ostatges, com en el cas de la presa d'ostatges del teatre Dubrovka de Moscou l'octubre del 2002 per part de rebels txetxens. Politkóvskaia recolzà també els drets legals de les famílies de les víctimes.
En plena crisi d'ostatges a l'escola de Beslan el setembre de 2004 i durant el seu viatge cap a Beslan per col·laborar amb les negociacions amb els segrestadors, Politkóvskaia emmalaltí sobtadament i va perdre el coneixement. De fet no va aconseguir arribar a l'escola, i assenyalà un enverinament en el te que havia pres a l'avió com a causa del que li passà. Tot i això, encara no s'ha determinat la causa de la seva malaltia, segons el Comitè per a la Protecció de Periodistes.
Mentre presenciava una conferència sobre la llibertat de premsa organitzada per Reporters Sense Fronteres a Viena el desembre de 2005, Politkóvskaia digué: «La gent sovint ha de pagar amb llurs vides el fet de dir el que pensen en veu alta. De fet, hom pot fins i tot ser assassinat per donar-me informació. No sóc pas l'única que està en perill. Tinc exemples que ho demostren.»
Politkóvskaia rebé una gran aclamació per la seva feina a Txetxènia, on sovint visità hospitals i camps de refugiats per entrevistar i informar sobre soldats ferits i el patiment de civils.
Fou l'autora de nombrosos articles crítics amb la guerra a Txetxènia, entre els quals uns quants destinats específicament a exposar abusos comesos sota el mandat del primer ministre txetxè d'obediència russa, Ramzan Kadírov. També va escriure un llibre crític amb el president Putin i més específicament sobre el seu interès en la Segona Guerra de Txetxènia. Mai es cansà de revelar els abusos contra els drets humans i la violació de lleis a Txetxènia i el nord del Caucas rus. El 2003, publicà un llibre titulat A Small Corner of Hell: Dispatches from Chechnya (Un petit racó d'infern. Informes des de Txetxènia), que escenificava una guerra brutal en la qual s'havien torturat, segrestat o assassinat milers de ciutadans innocents a mans de les autoritats txetxenes i federals.
Els crítics amb els articles d'Anna Politkóvskaia l'acusen de posar-se del costat dels rebels, pel fet de concentrar totes les seves activitats en les forces federals russes, tot i que també criticà fortament les tàctiques brutals dels rebels txetxens.

### Mort

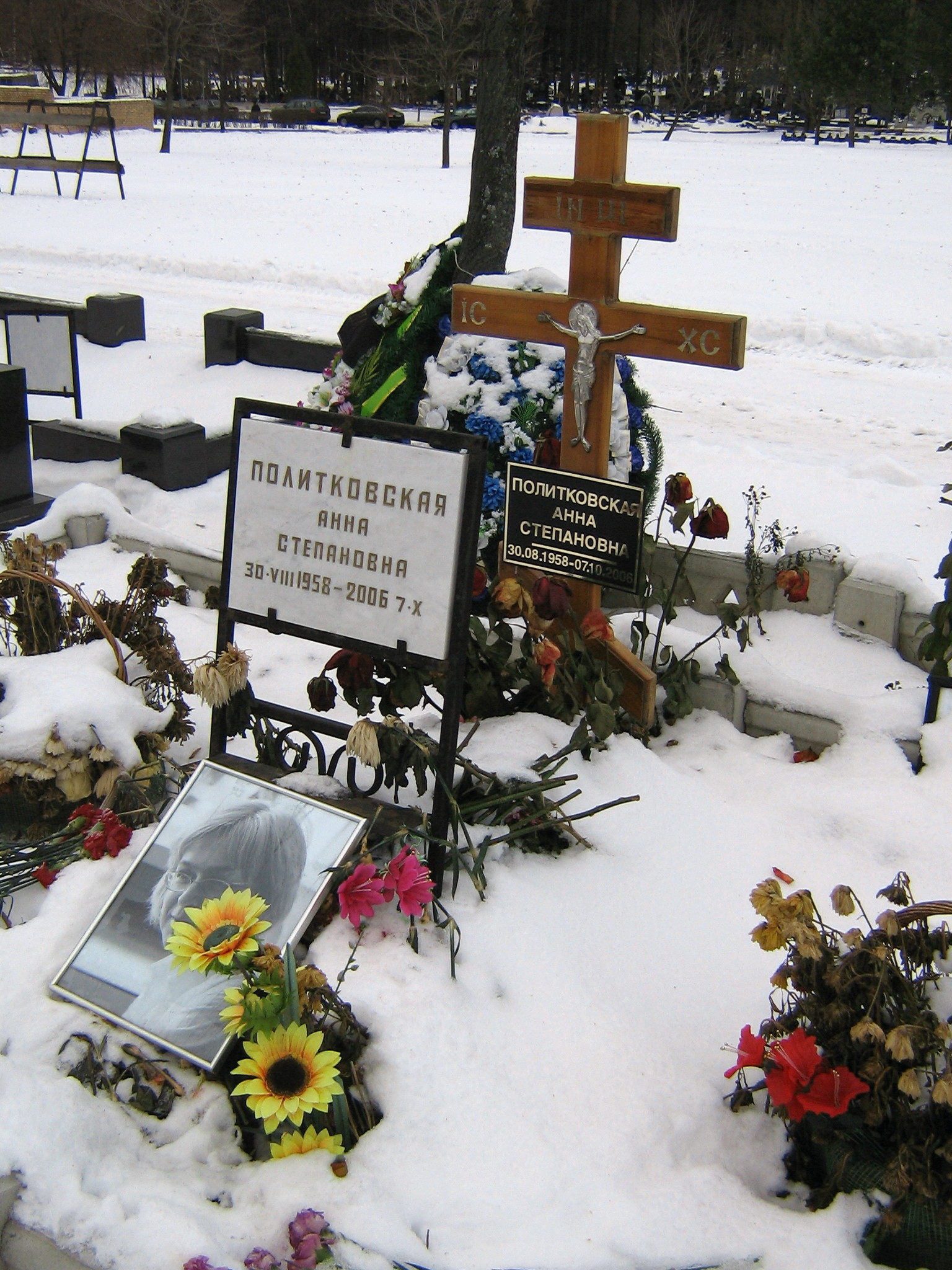
Tomba d'Anna Politkóvskaia

Politkóvskaia fou trobada morta el dissabte 7 d'octubre de 2006 a l'interior de l'ascensor del seu bloc d'apartaments del centre de Moscou, tal com informaren Interfax i altres agències russes de notícies. La policia informà que foren trobades una pistola Makàrov i quatre projectils al mateix lloc del crim. Les primeres investigacions assenyalen un assassí a sou, ja que fou disparada dues vegades, una de les quals al cap, però encara no s'ha aclarit qui n'ordenà l'homicidi. El fet que l'assassinat tingués lloc el mateix dia de l'aniversari del president Vladímir Putin té certa rellevància per a moltes veus.
El dia del seu homicidi, Politkóvskaia havia planejat presentar una extensa història sobre les pràctiques de tortura suposadament practicades per les autoritats txetxenes, segons fonts de l'editor de Nóvaia Gazeta Dmitri Muràtov. Els acusats en aquesta citada història de practicar tortures pertanyien a unitats de seguretat dependents del primer ministre d'obediència russa Ramzan Kadírov, segons informà Muràtov. Aquestes unitats són conegudes pel nom de kadírovtsi. Un dia després de la mort d'Anna Politkóvskaia, la policia embargà el disc dur del seu ordinador i altres materials utilitzats per a escriure l'article de recerca; ara la història mai no serà publicada. De fet, segons Muràtov, han desaparegut dues fotografies dels torturadors sospitosos. El fiscal general Iuri Txaika s'encarregarà personalment de la investigació, tal com anuncià el seu despatx.
El despatx de Txaika afirmà que els investigadors assenyalaven la feina professional de Politkóvskaia com a primer motiu del seu assassinat. El diputat de la Duma estatal Aleksandr Lébedev, que comprà un 90% del Nóvaia Gazeta el juny de 2006, ha establert una recompensa de 25 milions de rubles, més d'un milió d'euros, per qualsevol informació relacionada amb els responsables de la mort de Politkóvskaia, tal com informa Ekho Moskví. El funeral va tenir lloc el dimarts 10 d'octubre, a dos quarts de 3 de la tarda, al cementiri de Troiekúrovski.

## Reacció
Vitali Iaroixevski, subdirector del Nóvaia Gazeta, va dir: «El primer que em ve al cap és que l'Anna ha estat assassinada per les seves activitats professionals. No veiem cap altre motiu per a aquest terrible crim.» Iaroixevski va manifestar que no hi havia cap teoria immediata sobre qui s'amagava darrere la seva mort, i va apuntar que podria ser convenient per a un enemic de Kadírov matar l'Anna Politkóvskaia per tacar així el nom del primer ministre txetxè. Iaroixevski va informar també que Politkóvskasa havia concedit una entrevista a Radio Free Europe / Radio Liberty la darrera setmana, en la qual assegurà que era testimoni en un cas criminal contra Kadírov relacionat amb segrestos a Txetxènia, un cas basat en el seu reportatge. En aquella mateixa entrevista, anomenà Kadírov «l'Stalin d'avui dia». Fonts judicials anunciaren que estan investigant una «pista txetxena» en l'aparent homicidi a sou, segons informà l'agència de notícies Interfax.

## Obra
- 2000: Voyage en enfer: Journal de Tchetchenie, Robert Laffont: Paris.
- 2001: A Dirty War: A Russian Reporter in Chechnya, Harvill: London.
- 2002: Вторая чеченская (The Second Chechen [War]), Zakharov: Moscow.
- 2003: A Small Corner of Hell: Dispatches from Chechnya, The University of Chicago Press.
- 2004: Putin's Russia, Harvill: London.
- 2004: Druha chechens'ka, Kyiv: Diokor, 2004.
- 2007: A Russian Diary: A Journalist's Final Account of Life, Corruption, and Death in Putin's Russia, Harvill Secker: London.
- 2007: За что (With Good Reason), Novaya gazeta: Moscow.
- 2010: Nothing But the Truth: Selected Dispatches, Harvill Secker: London.
- 2011: Is Journalism Worth Dying For?: Final Dispatches, Melville House Publishing: Brooklyn, New York.

## Premis i reconeixements
- 2001: Premi de la Unió Russa de Periodistes[19]
- 2001: Premi Global al Periodisme pels Drets Humans concedit per Amnistia Internacional del Regne Unit
- 2002: Premi a la Llibertat d'Expressió del Centre Nord-americà del PEN Club
- 2003: Premi Lettre Ulysses
- 2003: Medalla Hermann Kesten
- 2004: Premi Olof Palme (compartit amb Ludmila Alekséieva i Serguei Kovalov)
- 2004: Premi Manuel Vázquez Montalbán (compartit amb Maruja Torres)
- 2005: Premi per la Llibertat i el Futur dels Mitjans de Comunicació
- 2007: Premi Internacional Terenci Moix, premi especial del Jurat en la seva memòria[20]

## Llegat
El 2006 es va establir el Premi Anna Politkovskaya per honorar el seu nom i mantenir viu el seu llegat, concedit anualment per l'organització internacional de drets humans, RAW in WAR (Reach All Women in War) a les defensores dels drets humans d'arreu del món.
Anna Politkóvskaia ha estat votada en un procés participatiu realitzat al març del 2010 a Palafrugell de dones que mereixen un carrer.